# Al-Chandak asz-Szarki
Al-Chandak asz-Szarki (arab. الخندق الشرقي) – wieś w Syrii, w muhafazie Hama. W 2004 roku liczyła 737 mieszkańców.